# سلامي (طعام)
السلامي نوع من أنواع الباسطرمة تصنع بشكل شعبي من قبل الفلاحين الإيطالين حيث تتم صناعة وتحضير السلامي وحفظها بدرجة حرارة الغرفة وتخزن لمدة سنة أو أكثر.
يقدم السلامي في إيطاليا كتشكيلة وإضافة إلى السباكيتي والبيتزا المشهورة في إيطاليا.
يحضر السلامي بشكل أساسي من لحم الخنزير، ويمكن تحضيره من لحم البقر أو غيره. وكان يحضر سابقاً من لحم الخيول أو الحمير أو الغزلان. ويستخدم كذلك في الساندوتشات والبيتزا. وممكن تقديمه كطبق جانبي. ويمكن قليه وشيه أيضًا.
وهو معروف في بنغلادش مع البقدونس.

## المعلومات الغذائية
تحتوي كل شريحة دائرية من السلامي (12.3غ) ، بحسب وزارة الزراعة الأميركية على المعلومات الغذائية التالية:
- السعرات الحرارية: 100
- الدهون: 3.19
- الدهون المشبعة: 1.14
- الكاربوهيدرات: 0.30
- الألياف: 0
- البروتينات: 2.69
- الكولسترول: 11

## معرض صور

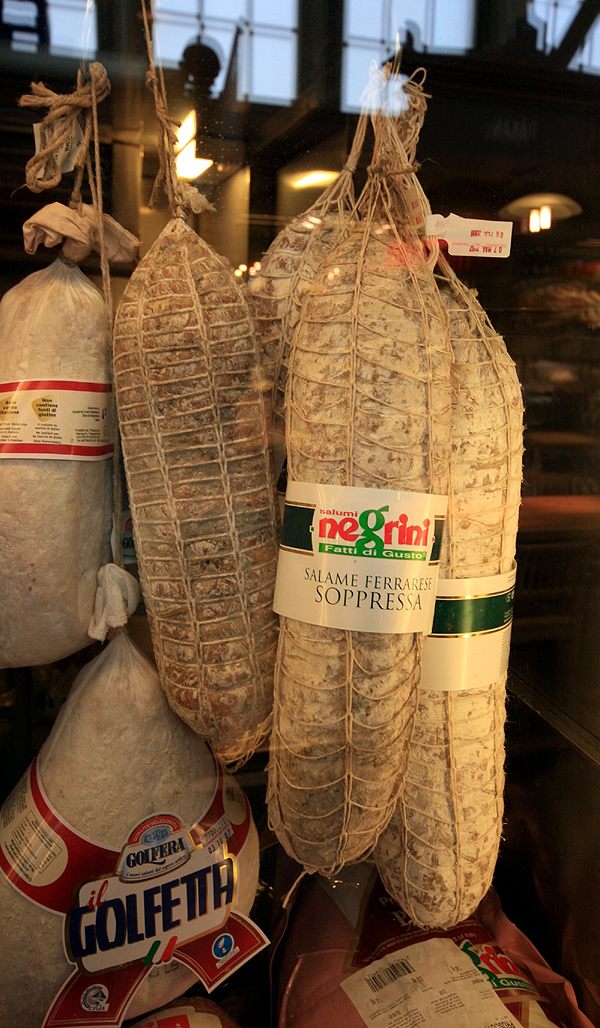
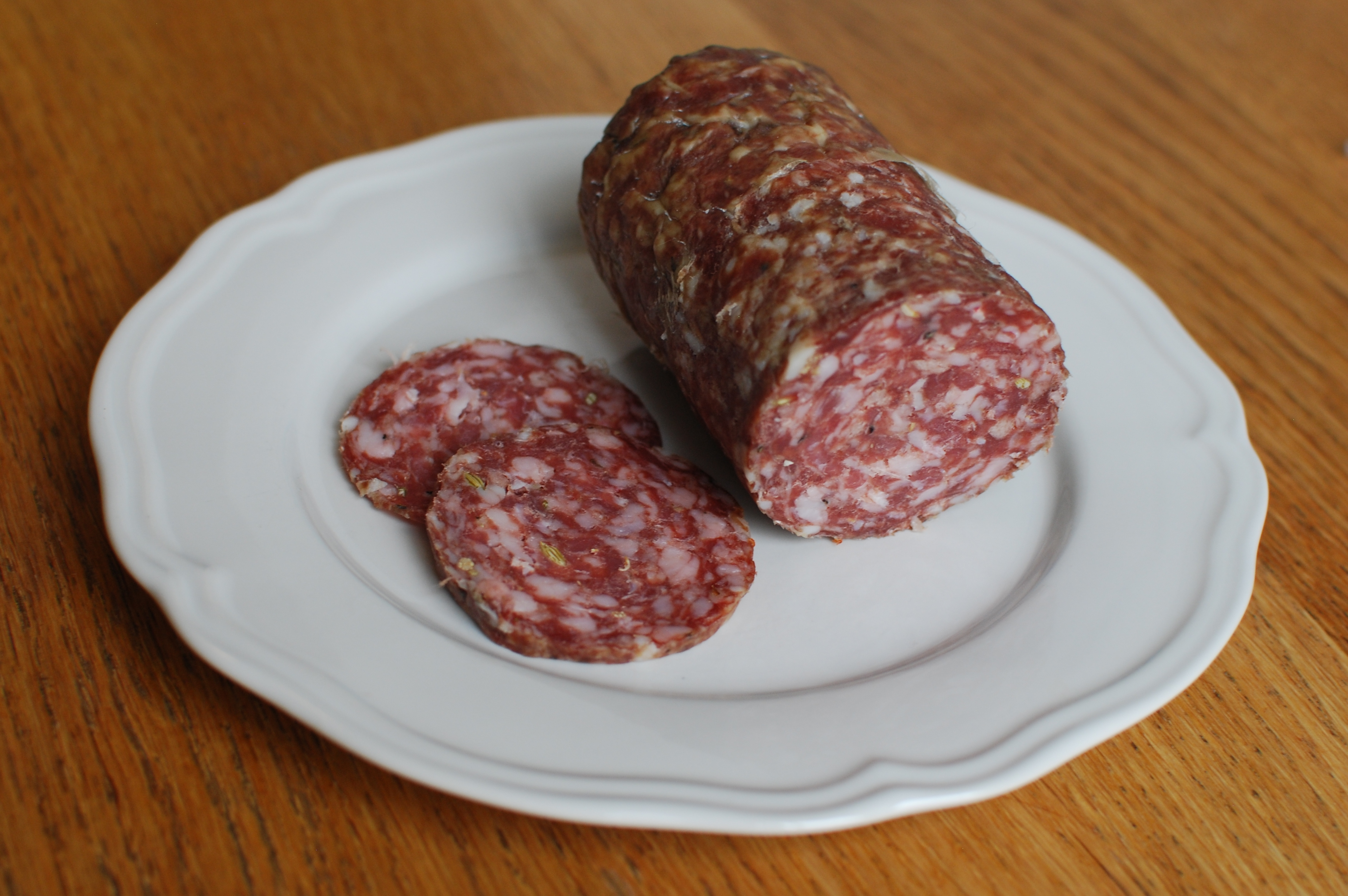
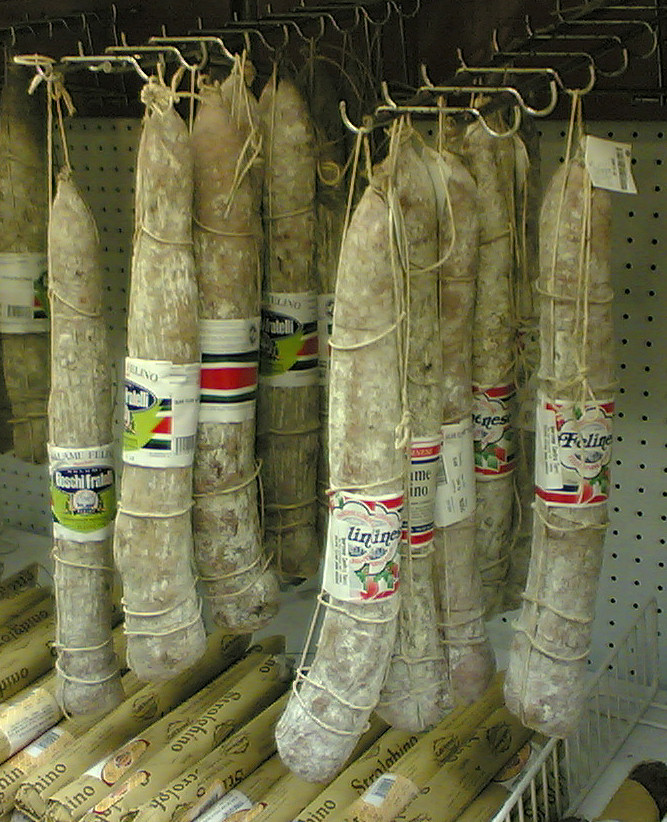
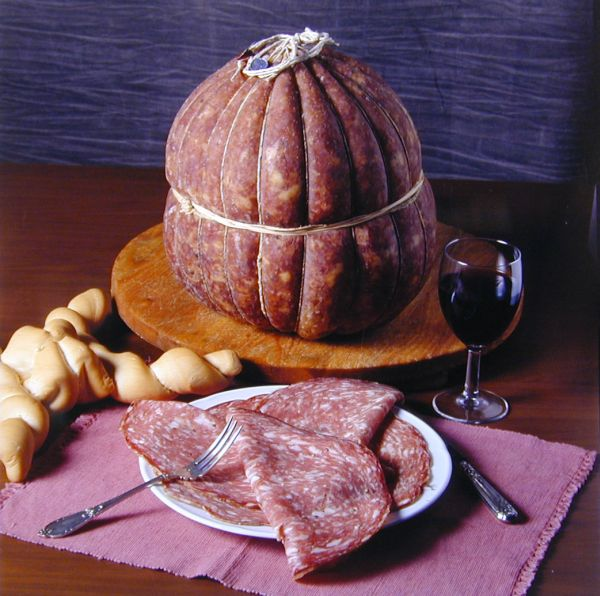

## مواقع خارجية
المعلومات الغذائية عن السلامي